# Lourenço Bezerra Alves da Silva
Lourenço Bezerra Alves da Silva, primeiro e único barão de Caxangá (Pernambuco, 1834 — 5 de julho de 1900, Engenho Tabatinga), foi um nobre brasileiro.
Filho de José Moreira Alves da Silva e de Maria Bezerra de Andrade, casou-se com Inês Escolástica de Sousa Leão. Era coronel da Guarda Nacional, chefe político de Ipojuca, proprietário dos engenhos Utinga e Caxangá em Ribeirão. Sua irmã, Clara Maria Alves da Silva, foi casada com Coriolano Velloso da Silveira, barão de Serinhaém.
Era sobrinho paterno de Francisco Alves Cavalcanti Camboim, barão de Buíque; primo de Antônio Alves da Silva, barão de Amaragi, Paulo Jacinto Tenorio de Albuquerque, Barão de Palmeira dos índios, Barão de Atalaia.
Agraciado barão em 20 de julho de 1889.